# Vánoční noc (Lysenko)
Vánoční noc (v ukrajinském originále Різдвяна ніч) je lyricko-komická opera (autor ji též nazýval opera-koleda) o čtyřech dějstvích a pěti obrazech ukrajinského skladatele Mykoly Vitalijovyče Lysenka na libreto, které podle povídky N. V. Gogola Štědrovečerní noc napsal spisovatel a dramatik Mychajlo Petrovyč Staryckyj. Je považována za první ukrajinskou operu (tj. operu v ukrajinském jazyce).

## Vznik, charakteristika a historie opery
Původní verze Vánoční noci vznikla bezprostředně poté, co kyjevská ukrajinskojazyčná ochotnická divadelní společnost vedená Lysenkem a Staryckým úspěšně provedla jejich adaptaci Černomořců. Staryckyj tentokrát napsal libreto sám podle známé Gogolovy povídky. Děj obohatil o řadu folklórních výjevů, které umožnily využití prvků lidové hudby, avšak příběh racionalizoval: nadpřirozené prvky (čert, čarodějnice…) zmizely a ústřední epizoda – návštěva kováře Vakuly u carevny a získání jejích střevíčků – je vysvětlena jako pouhý sen. Zatímco postava Vakuly se proti předloze změnila na prostoduchého venkovana, velký význam získala okrajová postava záporožského kozáka Pacjuka, který se z líného nenasyty stal nejen významným hybatelem děje, ale i zosobněním ukrajinské historické tradice. (Toto odmytizování námětu dobová kritika opeře příležitostně vyčítala.)
Původní verze byla napsána pro domácí provedení; měla formu operety, tj. mluvených dialogů a zpěvních čísel, a jen dvě dějství. Její původní znění bylo cenzuře předloženo pod jménem člena ochotnického souboru Oleksandra Lindforse, zřejmě proto, že díky jeho švédskému občanství mohla být hra v ukrajinštině snadněji schválena. V této podobě ji spolek předvedl v sále mateřské školy Lindforsů v Kyjevě na začátku roku 1873.
Rozhodný úspěch vyprovokoval autory k tomu, aby dílo přepracovali pro skutečné divadlo. Libreto na novou verzi o čtyřech dějstvích (pěti obrazech) přepracoval Staryckyj velmi rychle, déle trvala adaptace Lysenkovi, který se mimo jiné rozhodl odstranit mluvené dialogy a celé dílo prokomponovat. Vánoční noc tím dostala operní formu a stala se tak vůbec první operou v ukrajinském jazyce. (Za zakladatelské dílo ukrajinské operní tradice bývá označován Záporožec za Dunajem S. Hulaka-Artemovského z roku 1863, která však vznikla na ruskojazyčné libreto.) Amatérský soubor novou verzi (pod označením „maloruská opera“) představil v dobročinném představení na scéně kyjevského Městského divadla 25. ledna 1874, v režii Staryckého a Pavla Čubynského a s orchestrem pod řízením Lysenka. Výpravu, na jejíž etnografickou věrnost byl zvláště kladen důraz, navrhl výtvarník Fedir Vovk a řada rekvizit a kostýmů pocházela z národopisné sbírky Vasiľa Tarnovského. Mezi účinkujícími vynikala Lysenkova manželka Oľha Oleksandrivna O'Connor-Lysenkova jako Oksana a Stanislav Ivanovyč Gabeľ jako Pacjuk.
Premiérová inscenace měla velký úspěch a povšimla si ji řada tisku nejen v Kyjevě, ale i např. Sankt-Pětěrburskije vědomosti, které ve velké stati o Vánoční noci napsaly: „… nejen přibylo nové hudební dílo k počtu těch, kterými začíná bohatnout ruské umění, nýbrž – což má mnohem závažnější důsledky – přichází na svět nový typ tohoto umění…“. Přesto opera zmizela z jeviště jen po pár představeních a tzv. Emžské nařízení z roku 1876, zakazující používání ukrajinštiny v divadle, na dlouhou dobu znemožnilo její uvádění.
Třetí a poslední revizi opery – která jediná se dochovala – skladatel vyhotovil pro její první profesionální nastudování; změnil zejména instrumentaci, s níž původně nebyl spokojen, a využil přitom znalostí, které mezitím získal studiem na petrohradské konzervatoři. Tato redakce měla premiéru v městském divadle v Charkově 27. ledna 1883, dirigoval N. Emmanuel. Charkovský soubor předvedl Vánoční noc brzy poté v Kyjevě a následujícího roku též v Oděse. Počet představení celkem však zůstal nízký. Později ji hrála ukrajinská kočovná divadla, včetně divadla Mychajla Staryckého a jeho následníka, divadla „Tovarystva rusko-maloruckych artystiv“, i když skladatel si stěžoval na jejich interpretační kvalitu. V Kyjevě byla znovu nastudována roku 1904, k Lysenkovu jubileu (35 let hudební činnosti) a pod jeho vedením. Roku 1915 ji uvedlo první stálé ukrajinské hudební divadlo, divadlo M. Sadovského v Kyjevě, v Sadovského režii.
Stejně jako ostatní Lysenkova díla byla Vánoční noc v polovině 20. století reinstrumentována pro větší divadelní orchestr; novou orchestraci pořídil Vasilij Pavlovič Nachabin a tato verze se poprvé hrála v kyjevském divadle 10. října 1958.
Na repertoáru ukrajinských divadel opera zůstává, i když s menší frekvencí než některá jiná Lysenkova díla; jednou z posledních významných inscenací byla ta v divadle ve Lvově roku 1992.
Mimo Ukrajinu však jsou mnohem více hrány dvě jiné opery vzniklé později na námět téže Gogolovy povídky jako Lysenkova Vánoční noc: Střevíčky (původně Kovář Vakula, 1874/1885) Petra Iljiče Čajkovského a Příběh noci vánoční (Noc před vánocemi, 1895) Nikolaje Andrejeviče Rimského-Korsakova.
Hudba opery se (v souladu s její celkovou národopisnou tendencí) opírá o ukrajinskou lidovou píseň, již Lysenko sbíral a upravoval. Děj líčí nejrůznější lidové obřady a zvyklosti, které hudba podmalovává, a velká úloha je přidělena sboru, který se stává téměř hlavní postavou opery. Podle muzikologa A. A. Gozenpuda je Vánoční noc „dílo plně gogolovské, ve kterém se setkávají poezie, lyrika, pestré žánrové barvy a plnokrevný humor“.

## Osoby a první obsazení
| osoba                                                                                        | hlasový obor | premiéra (2. verze – 25.1.1874)       |
| -------------------------------------------------------------------------------------------- | ------------ | ------------------------------------- |
| Čub, starý kozák                                                                             | baryton      | Novyckyj                              |
| Oksana, jeho dcera                                                                           | soprán       | Oľha Oleksandrivna O'Connor-Lysenkova |
| Odarka, její přítelkyně                                                                      | alt          | …                                     |
| Solocha, čarodějka                                                                           | mezzosoprán  | Lipska                                |
| Vakula, kovář, její syn                                                                      | tenor        | Oleksandr Rusov                       |
| Pacjuk, starý Zaporožec                                                                      | bas          | Stanislav Ivanovyč Gabeľ              |
| Rychtář                                                                                      | bas          | …                                     |
| Diákon (Písař)                                                                               | tenor buffo  | Matviiv                               |
| Gricko                                                                                       | tenor        | …                                     |
| Maruša                                                                                       | soprán       | …                                     |
| Katrja                                                                                       | soprán       | …                                     |
| Tkačicha                                                                                     | soprán       | …                                     |
| Športunicha                                                                                  | soprán       | …                                     |
| Dívky a hoši                                                                                 |              |                                       |
| Dirigent: Mykola Lysenko, režisér: Mychajlo Staryckyj a Pavlo Čubynskyj, výprava: Fedir Vovk |              |                                       |

## Děj opery

### 1. dějství
(1. obraz) Je vánoční noc, hustě sněží a fouká, ale starý kozák Čub nechystá zůstat sedět doma. S rychtářem se chystá k diákonovi, aby strávili večer při kořalce. Svůj odchod ledabyle ohlašuje své krásné dceři Oksaně. Ta otcovy nepřítomnosti nelituje, naopak, alespoň se může zabavit po svém – půjde s děvčaty na koledu. Před zrcadlem se strojí do svého nejlepšího. Překvapí ji mladý kovář Vakula, syn zdejší „čarodějky“ Solochy, který je do Oksany bláznivě zamilován. Ta s ním jen laškuje, a když pak s jediným kahancem uteče do své komůrky, nechává Vakulu ve světnici v úplné tmě.
Mezitím se vrátí Čub a dojde k nedorozumění: Vakula jej má za někoho cizího, snad i jiného Oksanina nápadníka, a vyhazuje ho. Čub se zase domnívá, že si musel splést chalupu, protože do jeho vlastního domu by se Vakula jistě neodvážil. Teprve když se přiopilý a zmatený Čub vzdálí, vrací se Oksana se světlem. Ale i nadále si s Vakulou jen pohrává, dokud ji nepřijdou vyzvednout její kamarádky na koledu. Oksana se k nim přidává a Vakulu nechává za sebou. Když ji kovář chce sledovat, dostane se u výsměchu od Oksaniných družek, a tak rozmrzele odchází pryč.
(2. obraz) Na temné, zasněžené návsi se navzájem vyhýbají diákon a rychtář; oba míří na zálety k Vakulově matce Sološe. Náhle je na návsi plno mládeže, která se bez ohledu na počasí veselí při koledě. I mrzutého Vakulu vtáhnou mezi sebe a kovář pookřeje, když mu Oksana přizná, že je jí bez něho smutno. Oksanina přítelkyně Odarka tančí zvlášť tak, aby ukázala své krásné nové střevíčky. Oksana je obdivuje a závidí a Vakulovi říká, že by si ho hned vzala, kdyby jí přinesl střevíčky od samotné carevny. Důvěřivý Vakula, který její slova bere smrtelně vážně, se opět stane terčem vtipů a běží pryč shánět carevniny střevíčky.

### 2. dějství
Synova nepřítomnost Sološe velmi vyhovuje, protože ve své chalupě očekává ctitele, jichž má i ve svém věku řadu; jen se bojí, aby se Vakula nevrátil předčasně. A s nápadníky se skutečně netrhnou dveře. Nejprve se jí obřadně dvoří rychtář. Když se ozve klepání na vrata, ukryje Solocha rychtáře do pytle na uhlí. Ale je to diákon, který se chce vdově zalíbit lichotkami a dvorským tancem. Jejich polonézu přeruší další příchozí. A zatímco diákon rovněž skončí v pytli, kozák Čub činí Sološe své vyznání přímo, po kozácku. I jemu dává hospodyně naději.
Ruch před dveřmi zažene i Čuba do pytle, nepřichází však Vakula, zato ostatní koledníci. Dvě děvčata, Katja a Maruša, koledují za přizvukování ostatních, a jsou to Oksana s Odarkou, které si všimnou hýbajících se pytlů. Děvčata uprchnou, protože se bojí, že v nich jsou čerti. I Solocha raději zmizí. Oksana a Odarka se ale vrátí a objevují všechny tři záletníky. Trapný okamžik přeruší vpád hořekujících tetek Tkačichy a Športunichy. Ty hledají Solochu, aby jí oznámily hrůznou novinu o Vakulovi: podle jedné se utopil, podle druhé oběsil. Mnoho rozumu z jejich vyprávění vyčíst nelze, i to však stačí, aby se Odarka, Čub a zejména zdrcená Oksana připojily k jejich nářku nad Vakulovým bezživotím.

### 3. dějství
Vakula je však v bezpečí a dorazil k bývalému záporožskému kozákovi Pacjukovi, popíjejícímu ve své polorozpadlé chatrči osaměle medovinu. Po drahnou dobu mluví každý o svém: Vakula Pacjuka žádá o radu, jak získat carevniny střevíčky, a Pacjuk láká kováře mezi Záporožce. Až když je Vakula opět na odchodu, Pacjuk jej zadrží a slíbí mu pomoc. Zatímco mladíka vydatně napájí medovinou, vypráví mu, že záporožské poselstvo právě dlí u císařovny a že se Vakula může ještě dnes k němu připojit; odnese ho k nim na zádech čert. Pacjuk odchází do stáje údajně osedlat čerta, kovář zatím zmoženě usíná. Zdá se mu, že letí na čertovi vzduchem až do nádherného sálu v hlavním městě, kde vidí seřazené záporožské kozáky a sebe samého v jejich řadách. Ve snu předstupuje před carevnu a požádá ji o střevíčky. Přinesou je dvořané na zlatém talíři a carevna je Vakulovi sama vloží do rukou. Mezitím se do místnosti vkrade Pacjuk a pokládá před spícího kováře tiše pár krásných střevíčků, které kdysi jaksi získal od kterési Turkyně.

### 4. dějství
O půl roku později Oksana na dvoře Čubovy chalupy smutně vzpomíná na Vakulu. Nechce se jí ani s ostatními děvčaty jít žít trávu. Otec ji utěšuje a ujišťuje, že Vakula je naživu a že se jistě brzy vrátí. Přibíhají chlapci ve velkém vzrušení a skutečně s sebou táhnou Vakulu. Prostoduchý kovář líčí všem svou příhodu a ukazuje střevíčky, které získal od carevny. Čub se dovtípí, co se událo, ale přesto souhlasí s Oksaninou svatbou s kovářem. Veselým jásotem chlapců a děvčat a blahopřáním mladým snoubencům příběh končí.